# Fritz Aanes
Fritz Aanes (Narvik, 20 juli 1978) is een Noorse worstelaar. Hij nam tweemaal deel aan de Olympische Spelen, maar won hierbij geen medailles.
Bij de Olympische Spelen van 2000 finishte hij als vierde in de categorie 85 kg. Later testte hij positief op het gebruik van het verboden middel nandrolon. Hij werd voor twee jaar geschorst.
In 2004 maakte hij zijn comeback, maar behaalde bij de Olympische Spelen van 2004 in Athene geen hoge klassering.
Hij is aangesloten bij Narvik Atletklubb.

## Palmares

### Grieks Romaans worstelen (84 kg)
- 1998: 15e WK
- 1999: 13e EK
- 2000: DSQ OS
- 2002: 17e EK
- 2003: 12e EK
- 2003: 4e WK
- 2004: 15e OS
- 2006: 12e EK
- 2006: 28e WK

### Grieks Romaans worstelen (96 kg)
- 2005: 9e EK
- 2005: 15e WK
- 2007: 11e EK
- 2007: 35e WK